# Nor stratosferic polar
Norii stratosferici polari, cunoscuți și sub acronimul PSC (abvrevierea lui polar stratospheric cloud), sunt nori aflați la o altitudine de 15.000–25.000 metri, situați în stratul inferior al stratosferei. Aceștia prezintă fenomenul de irizare, difracția luminii în cele 7 culori, prezentând uneori și fenomenul de sidefare.

## Formare
În contrast cu troposfera, stratosfera este foarte uscată, nepermițând astfel formarea norilor în general. Și totuși, deasupra cercului polar se pot forma nori arctici foarte înalți în stratosferă, aceștia fiind clasificați după compoziția chimică și proprietățile fizice. Acești nori, datorită locației foarte nordice/sudice și datorită înălțimii deosebit de ridicate la care se află, permit razelor soarelui (aflat la apus sau răsărit, deci începutul sau sfârșitul perioadei de iarnă), reflectate în nor, să se descompună în culorile componente.

Formarea norilor stratosferici polari

## Micșorarea stratului de ozon
Acești nori stratosferici sunt implicați în procesul de distrugere a stratului de ozon prin procesele chimice de descompunere a CFC-urilor (cloro-fluoro-alcani) în radicali, prin homoliză
CFC-urile se descompun în prezența ozonului și radiațiilor ultraviolete (UV) rezultând un radical liber Cl• și un radical cloro-difluoro-metil.
```
  Cl      
  |   O
3
, UV     •  
F-C-F ------> F-C-F + Cl•
  |             |       
  Cl            Cl
```

Radicalul Cl• reacționează cu o moleculă de ozon producând oxigen și ClO•. Astfel s-au consumat 2 molecule de ozon. 
Cl• + O3 → ClO• + O2
ClO• + O3 → Cl• + 2O2
Ciclul acesta se poate repeta de un număr nelimitat de ori înainte ca radicalul de clor să întalnească un alt radical de clor și să sufere o reacție de dimerizare pentru a își căpăta stabilitatea chimică.
Cl• + •Cl → Cl2

## Tipuri de nori
- Tip I: conțin acid azotic și apă
- Tip Ib: conțin acid sulfuric, acid azotic și apă
- Tip II: conțin doar apă

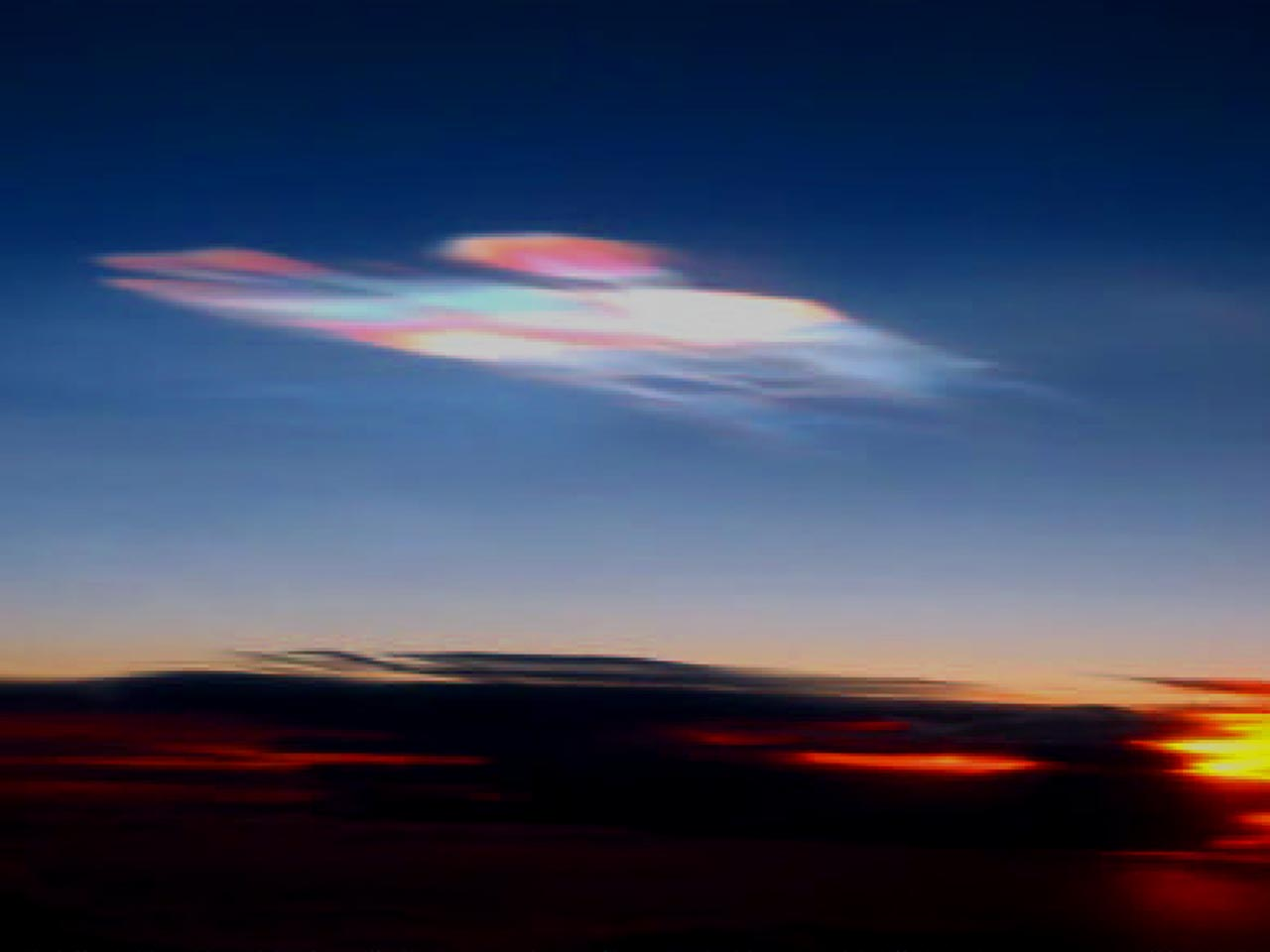
Nor PSC de tip II
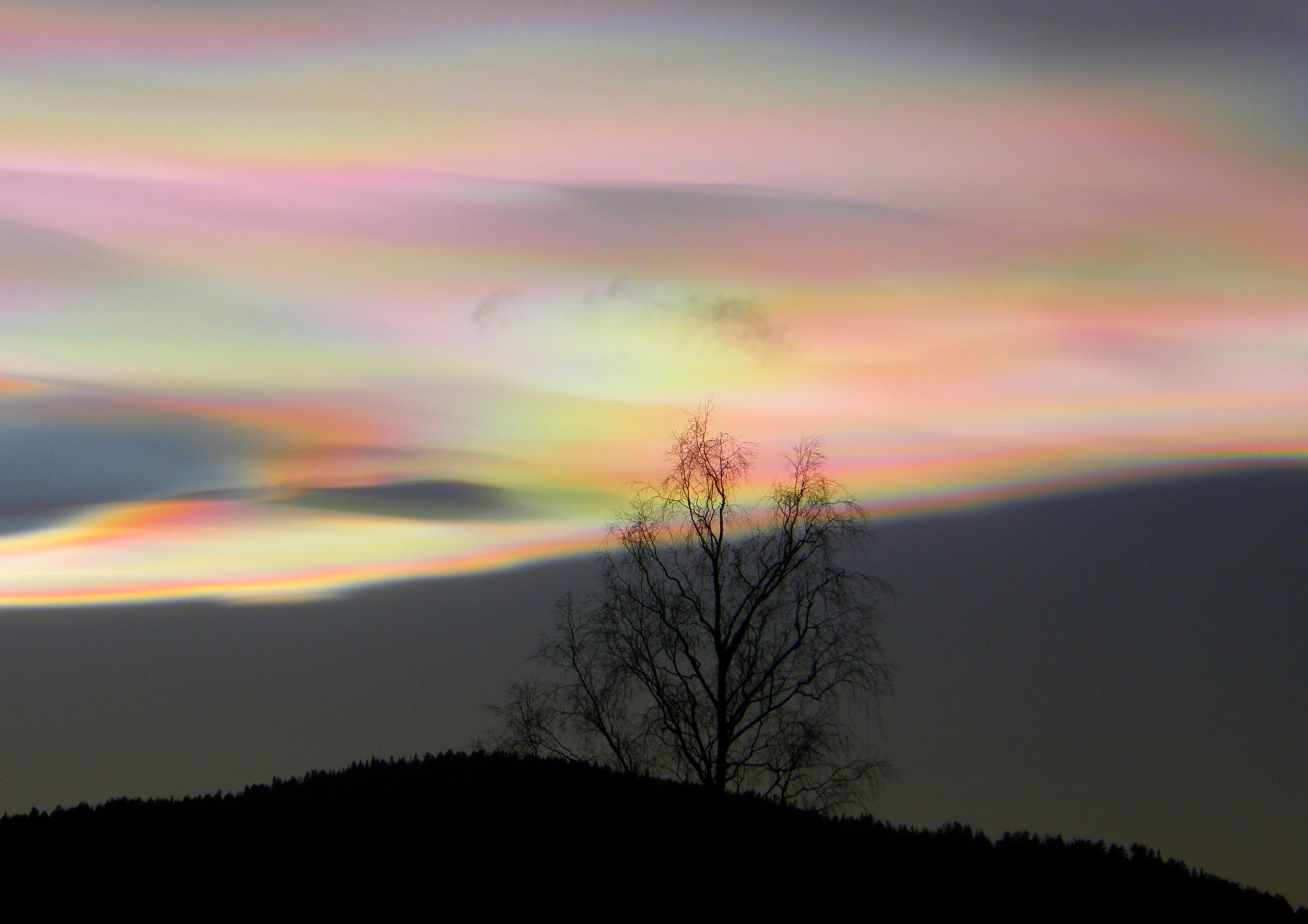
Nor văzut deasupra Norvegiei (Foto:Mathias Midbøe)